# Сустель, Жак
Жак Сусте́ль (фр. Jacques Soustelle, 1912—1990) — французский антрополог и политический деятель. Как антрополог специализировался на изучении доколумбовых культур Месоамерики. В 1938 году стал вице-директором Музея человека в Париже. В конце 1950 — начале 1960-х годов выступал как политик — сторонник оставления Алжира в составе Франции, возглавлял радикальную оппозицию президенту де Голлю.

## Биография
Родился в семье севеннских протестантов. Благодаря значительным успехам в школе был принят в Эколь Нормаль — один из важнейших вузов Франции. Занимал антифашистскую позицию, в 1935 году избран генеральным секретарём Французского союза интеллектуалов против фашизма.
Летом 1940 года присоединился к Сопротивлению, переехал в Лондон, где сотрудничал с де Голлем и возглавлял разведывательную службу GDSS. По мнению историка спецслужб И. Ландера, Сустель в это время был агентом нелегальной резидентуры советской военной разведки в Великобритании. Был руководителем DGER с 6 ноября 1944 по 18 апреля 1945 года, в 1945 году последовательно занимал должности министра информации, затем министра колоний. На этом посту содействовал интеграции мусульман во французское общество. В 1947—1951 годах — генеральный секретарь голлистской партии «Объединение французского народа», один из ближайших соратников де Голля. Тесно сотрудничал с Жаком Фоккаром.
В 1955—1956 годах — генерал-губернатор Алжира. Был сторонником «интеграции» Алжира. Благодаря поддержке Сустеля во время майского правительственного кризиса 1958 года де Голль вернулся к власти и был избран президентом.
Несмотря на большие ожидания, связанные с победой де Голля, получил «всего лишь» должность министра информации в июне 1958 года. В 1959 году во время Алжирской войны он был назначен государственным министром заморских территорий. Ему удалось выжить после трёх покушений, организованных алжирским «Фронтом национального освобождения».
Не согласился с позицией де Голля, который был готов признать независимость Алжира, в связи с чем в 1960 году лишился должности министра и был исключён из партии. Присоединился к тайной террористической организации ОАС и участвовал в тайной антиправительственной деятельности. В 1961 году эмигрировал из Франции, куда вернулся только в 1968 году после амнистии.
Трижды избирался депутатом Национальной ассамблеи в 1945—1946, 1951—1958 и 1973—1978 годах. В 1983 году избран во Французскую академию.

## Сочинения по индеанистике
- *Le Totémisme des Lacandon, Maya Research, Tulane University of Louisiana, New Orleans, 1935.
- Mexique terre indienne, Grasset (1936) 272 pages, 42 photos (réédité en 1995 par Hachette).
- La Famille otomi-pame du Mexique central, Institut d’ethnologie, 1937, ASIN B0000DQXNX, 571 pp.
- La Culture matérielle des indiens Lacandons, Journal de la Société des Américanistes, fasc. 1, 29, pp1-95, 1937.
- Folklore chilien, textes choisis et traduits avec des annotations par Georgette et Jacques Soustelle. Avant-propos de par Jacques Soustelle, Georgette Soustelle, Gabriela Mistral, 1938.
- Au Mexique, cent soixante dix photographies de Pierre Verge, Hartmann, 1938, 12 pp.
- Mexique, Jacques Soustelle et Pierre Verger, Hartmann, 1949, ASIN B0000DQYOY
- Les Aztèques — à la veille de la conquête espagnole, Hachette «Pluriel», 1955, 318 pp.
- Les quatre soleils : souvenirs et réflexions d’un ethnologue au Mexique, Plon, 1967, 340 pp.
- L’Univers des Aztèques, Hartmann, 1979, 169 pp.
- Les Maya, Flammarion, 1982, ISBN 2-08-200446-5, 253 pp.
- L’Anthropologie française et les civilisations autochtones de l’Amérique, Clarendon press, 1989, 16 pp.
- Les Olmèques, Arthaud, 1992, ISBN 2-7003-0268-0
- L’Art du Mexique ancien, Arthaud, 1992, ISBN 2-7003-0156-0
- Mexique, terre indienne, Hachette, 1995, ISBN 2-01-235178-6, 268 pp.
- Les Aztèques", PUF, «que sais-je ?» (1970), 124 pp.

На русском
- Сустель Ж. Ацтеки: воинственные подданные Монтесумы. Пер. с англ. Л. А. Карпова. М.: Центрполиграф, 2003. — 287 с. — (Загадки древних цивилизаций). — ISBN 5-9524-0635-1
- Сустель Ж. Повседневная жизнь ацтеков накануне испанского завоевания. Пер. с фр. Е. В. Колодочкина. М.: Молодая Гвардия, 2007. — 287 с.